# Noviny malých
Noviny malých (magyar fordítása Kicsik újsága) szlovák nyelven megjelenő, gyermekek számára kiadott havilap volt a Magyar Királyságban. Szenicén jelentették meg 1899 és 1914 júniusa között.  Korszakának legszínvonalasabb szlovák nyelvű gyermek-újságának tartják. Főszerkesztője Martin Braxatoris volt.